# Jean Reynouard
Pour les articles homonymes, voir Reynouard.
Jean Reynouard, né le 11 août 1903 à Besse-en-Chandesse (Puy-de-Dôme) et mort le 11 décembre 1966 à Riom (Puy-de-Dôme), est un homme politique français.

## Biographie
Il est nommé secrétaire du Conseil de la République le 5 juin 1952.

## Détail des fonctions et des mandats
Mandat local
- Maire de Riom

Mandats parlementaires
- 7 novembre 1948 - 18 mai 1952 : conseiller de la République et sénateur du Puy-de-Dôme
- 18 mai 1952 - 24 juin 1958 : Sénateur du Puy-de-Dôme